# Uthamapalayam
Uthamapalayam é uma panchayat (vila) no distrito de Theni, no estado indiano de Tamil Nadu.

## Demografia
Segundo o censo de 2001, Uthamapalayam tinha uma população de 22,871 habitantes. Os indivíduos do sexo masculino constituem 50% da população e os do sexo feminino 50%. Uthamapalayam tem uma taxa de literacia de 73%, superior à média nacional de 59.5%: a literacia no sexo masculino é de 80% e no sexo feminino é de 66%. Em Uthamapalayam, 10% da população está abaixo dos 6 anos de idade.